# Norberto Leonardo Urbani
Norberto Leonardo Urbani (Argentina, 12 de agosto de 1975) es un ex-futbolista argentino. Jugaba como delantero, se retiró sin goles y su último equipo fue el Once Jus de la Liga del Colegio de Abogados.

## Trayectoria
Debutó en la temporada 2002-03 en el C.D. Plaza Amador. En la temporada 2005-06 fichó por el F.C. Ranger's, y se mantuvo por dos temporadas hasta que en la 2007/08 fichó por el F.C. Santa Coloma.

## Clubes
| Club              | País    | Año       |
| ----------------- | ------- | --------- |
| C.D. Plaza Amador | Panamá  | 2002-2005 |
| F.C. Ranger's     | Andorra | 2005-2007 |
| F.C. Santa Coloma | Andorra | 2007-2012 |

## Palmarés

### Campeonatos nacionales
| Título                      | Club            | País    | Año       |
| --------------------------- | --------------- | ------- | --------- |
| ANAPROF Clausura 2002       | CD Plaza Amador | Panamá  | 2002-2003 |
| Primera División de Andorra | FC Ranger's     | Andorra | 2005-2006 |
| Supercopa andorrana         | FC Ranger's     | Andorra | 2005-2006 |
| Primera División de Andorra | FC Santa Coloma | Andorra | 2007-2008 |
| Supercopa andorrana         | FC Santa Coloma | Andorra | 2007-2008 |
| Copa Constitució            | FC Santa Coloma | Andorra | 2008-2009 |
| Primera División de Andorra | FC Santa Coloma | Andorra | 2009-2010 |
| Primera División de Andorra | FC Santa Coloma | Andorra | 2010-2011 |